# Telégrafo musical
El "telégrafo musical  es un instrumento musical electrónico que generaba el sonido a través de electroimanes y un conjunto de varillas metálicas. Las oscilaciones eran creadas y transmitidas sobre una línea telefónica. Un pequeño altavoz permitía oír estas oscilaciones.
El primer telégrafo musical lo construyó, en 1876, Elisha Gray; al que se le otorgaría la paternidad del teléfono, si Alexander Graham Bell no hubiera llegado una hora antes a la oficina de patentes.
- Datos: Q6140860